# Birgerov test
Birgerov test jedan je od neinvazivnih funkcionalnih testova koji se koristi u proceni suvicijentnosti arterijskih krvnih sudova. Zasniva se na podizanju noge pacijenata iznad 45° u ležećem položaju i proceni boje kože, nakon povratka pacijenta iz ležećeg u sedeći položaj, sa nogama pod uglom od 90° Ako ma dovoljne arterijske perfuzija stopala ona je u potrebnom opsegu > 60 mmHg.
Birgerov test je koristan u rutinskoj dijagnostici za procenu periferne vaskularne cirkulacije i, ako je pozitivan, ukazuje na ozbiljniju ishemiju arterija u distalnim delovima udova (ekstremniteta).
I pord brojnih savremenijih, pre svega skupih slikovnih metoda, Birgerov test i dalje ima važnost u fizikalnom pregledu bolesnika, sa suspektnom arterijskom insuficijencijim donjih udova, i ostaje ključni element klinčke dijagnostike u bolesničkom krevetu.

## Indikacije
Glavne indikacije za primenu testa su:
- Periferna vaskularna bolest[1]
- Birgerova bolest
- Intermitentna klaudikacija[1]
- Eritromelalgija

## Način izvođenja
Birgerov test se izvodi u sledaća tri koraka:
1. Dok ispitanik leži na leđima, na krevetu za pregled, jedna noga se podiže do vaskularnog ugla od 450 (koji se takođe naziva Birgerovim uglom), ili gornje granice, i tako drži 3 min (odnosno pre nego što koža noge zbog insuficijencije arterija postane bleda).[4]
2. Potom se noga spušta u položaj u kome noga visi sa kreveta za pregled bolesnika.
3. Na kraju se pacijent vraća u sedeći položaj tako da noge vise u odnosu na krevet pod uglom od 90 stepeni i prati promena boje kože. Gravitacija pomaže protok krvi i povratak boje u ishemijskoj nozi. Koža na početku postaje plava, jer je krv deoksigenirana tokom prolaza kroz ishemijsko tkivo, a zatim crvena, zbog reaktivne hiperemije izazvane post-hipoksičnom vazodilatacijom.

Test može da se izvede i podizanjem obe noge istovremeno, tada su promene očiglednije kada jedna noga ima normalnu cirkulaciju.
Nornalan nalaz
Kod pacijenata sa normalnom cirkulacijom prsti stopala i podkolenica ostaju ružičasti, čak i kada se noga podiže više više od 90 stepeni. 
Kada se ispitanik tokom testa vrati u sedeći položaj, u normalnoj cirkulaciji, koža stopalo će brzo dobiti ružičastu boju. 
Patološki nalaz
U ishemijskoj nozi, podizanje noge do ugla od 15 stepeni ili 30 stepeni u trajanju od 30 do 60 sekundi može izazvati bledilo kože u prstima noge. Vaskularni ugao manji od 20 stepeni označava ozbiljnu ishemiju noge. Pojavljuje se kada je periferni arterijski pritisak neadekvatan za prevazilaženje efekata gravitacije. Što je arterijsko snabdevanje lošije, to je manji ugao u kojem se noga mora podići kako bi postala bleda.
Kada se ispitanik tokom testa vrati u sedeći položaj, kod pacijenta kod koga postoji poremećaj u perifernim arterijama, koža noge će poprimiti ružičastu boju sporije nego normalno, a takođe će proči kroz nekoliko faza — od normalno ružičaste do crvene boje (rubor - crvenilo) često nazivanu i sunset foot, koja traje 1 do 2 minuta. To je zbog dilatacije (proširenja) arteriola u pokušaju organizma da se uklone metabolički produkti koji su nastali u reaktivnoj hiperemiji tokom testa. Konačno, po završetku testa koži stopala će se vratiti normalna boja.

## Osetljivost i specifičnost Birgerovog testa
Da bi bolje razumeli dijagnostičku vrednost Birgerovog testa, u literaturi se navode podaci Insall-a i saradnika koji su analzirali rezultate 55 pacijenata bez intermitentnih klaudikacija (od kojih je 30 imalo pozitivnan Birgerov test). Arteriografija pacijenaa sa pozitivnim Birgerovom testom u 93% slučajeva pokazala je arterijskih okluzija ispod ingvinalnog ligamenta, što ukazuje da je osteljivost testa 100% a specifičnost 54%.
Kumulativni dokazi iz literature sugerišu da Birgerov test može biti visoko osetljiv za otkrivanje arterijskih okluzija ispod poplitealne fose, ali nije specifičan za arterijsku okluziju iznad poplitealne fose. Iako je specifičnost testa mala, velika osetljivost testa upućuje na to da se pozitivnim Biergerovim testom može posumnjati na okluzivnu perifernu vaskularnu bolest.

## Literatura
- Bollinger A, Breddin K, Hess H, Heystraten FM, Kollath J, Konttila A, Pouliadis G, Marshall M, Mey T, Mietaschk A, et al. Semiquantitative assessment of lower limb atherosclerosis from routine angiographic images. Atherosclerosis. 1981 Feb-Mar;38(3-4):339–346.
- Strandness, D. E.; Jr, Schultz RD, Sumner DS, Rushmer RF (март 1967). „Ultrasonic flow detection. A useful technic in the evaluation of peripheral vascular disease.”. Am J Surg. 113 (3): 311—320. PMID 6018677. doi:10.1016/0002-9610(67)90272-3.
- Yao, S. T. (октобар 1970). „Haemodynamic studies in peripheral arterial disease”. British Journal of Surgery. 57 (10): 761—766. doi:10.1002/bjs.1800571016.
- Huch R, Lübbers DW, Huch A (1972). „Quantitative continuous measurement of partial oxygen pressure on the skin of adults and new-born babies”. Pflugers Arch. 337 (3): 185—198. PMID 4677157. doi:10.1007/BF00586844.
- Spence, V. A.; McCollum, P. T.; Walker, W. F. (јун 1984). „Transcutaneous oxygen measurements (TcpO2)”. British Journal of Surgery. 71 (6): 481—482. PMID 6722496. doi:10.1002/bjs.1800710630.
- Hauser, C. J.; Shoemaker, W. C. (март 1983). „Use of a transcutaneous PO2 regional perfusion index to quantify tissue perfusion in peripheral vascular disease”. Annals of Surgery. 197 (3): 337—343. PMC 1352738 . PMID 6830339. doi:10.1097/00000658-198303000-00014.
- LUDBROOK, J.; CLARKE, A. M.; McKENZIE, J. K. (1962). „Significance of absent ankle pulse”. BMJ. 1 (5294): 1724—1726. doi:10.1136/bmj.1.5294.1724.
- Hauser, C. J.; Appel, P.; Shoemaker, W. C. (јун 1984). „Pathophysiologic classification of peripheral vascular disease by positional changes in regional transcutaneous oxygen tension”. Surgery. 95 (6): 689—693..

## Spoljašnje veze
- burger's [sic] test на веб-сајту  — primer Birgovog testa koji je izvršio lekar u Bangladešu kod deteta sa nekrotičnim promenama u prstu stopala.

|  | Molimo Vas, obratite pažnju na važno upozorenje u vezi sa temama iz oblasti medicine (zdravlja). |